# Srub Petra Bezruče
Srub Petra Bezruče v Ostravici je volně stojící přízemní objekt, který vznikl v roce 1935 přestavbou stodoly bývalého fojtství. Nachází se nedaleko silničního mostu přes řeku Ostravici, na jejím pravém břehu, v katastrálním území Staré Hamry 2. Přestavbu podnítil básník Petr Bezruč, který zde pobýval do své smrti v roce 1958.
Srub spravuje, stejně jako Památník Petra Bezruče v Opavě, Slezské zemské muzeum. Jedná se o instalovaný objekt, u nějž je důraz kladen na zachování autentické atmosféry srubu z doby, kdy v něm Petr Bezruč pobýval. Od roku 2004 je srub chráněn jako kulturní památka.

## Historie

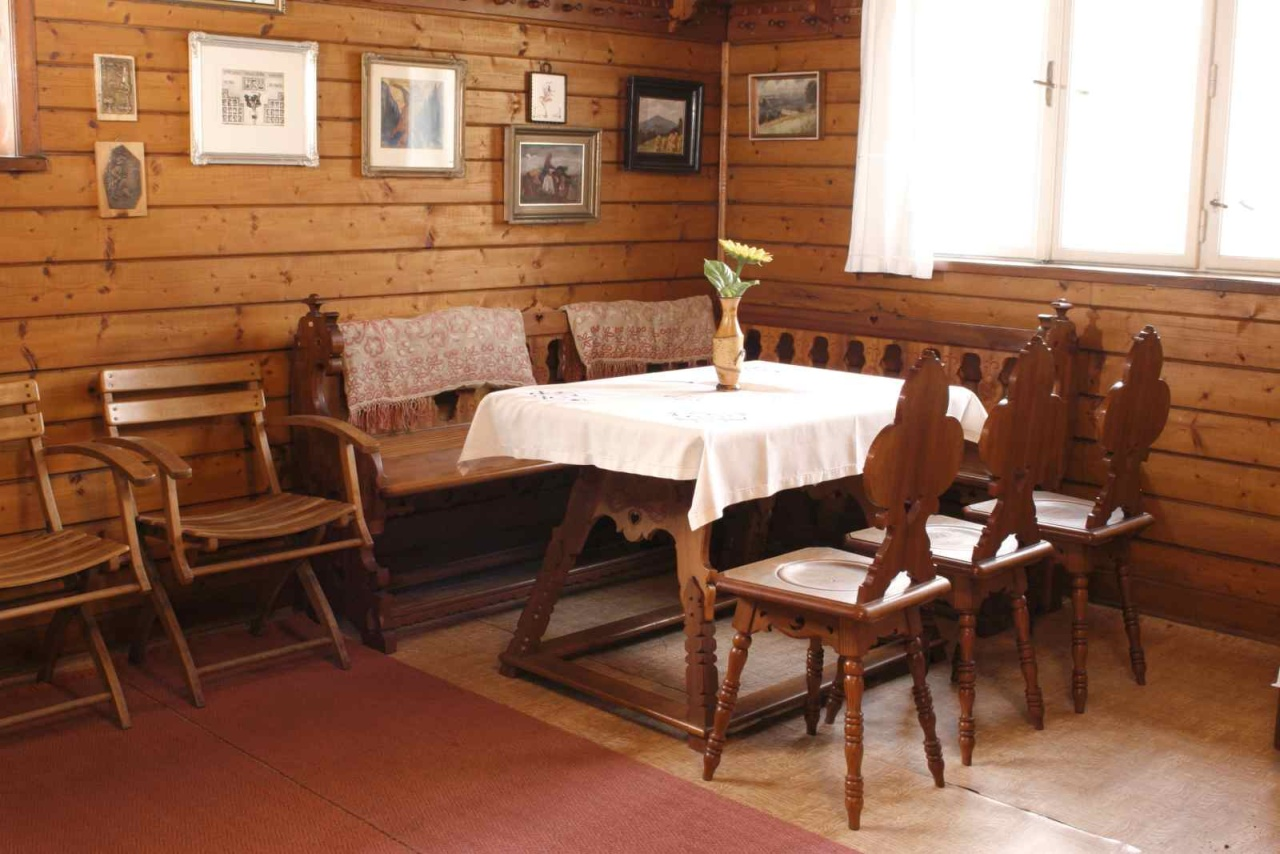
Srub Petra Bezruče – interiér (1)

Petr Bezruč (1867–1958, vlastním jménem Vladimír Vašek) patří k nejvýznamnějším představitelům české poezie přelomu 19. a 20. století. Do literatury vstoupil svou jedinou sbírkou Slezské písně. Výjimečné verše nemají svým stylem v české literatuře obdobu.
Fojtství ve Starých Hamrech (dnes Ostravice) Petr Bezruč zakoupil společně se svým přítelem, básníkem Otakarem Bystřinou. Bezručovi se místo líbilo hlavně proto, že nedaleko domu tekla řeka Ostravice. Bezruč miloval vodu a nikdy neodolal příležitosti se v ledové řece vykoupat. Básníci si vybudovali ze starého fojtství letovisko. Po Bystřinově smrti v roce 1931 však došlo k rozdělení společného vlastnictví. Petru Bezručovi připadla stodola někdejšího fojtství, část zahrady, paseka a les. S pomocí přátel nechal v první polovině 30. let 20. století přebudovat stodolu dle vlastního návrhu na obytný srub, který zde stojí ve stejné podobě dodnes.

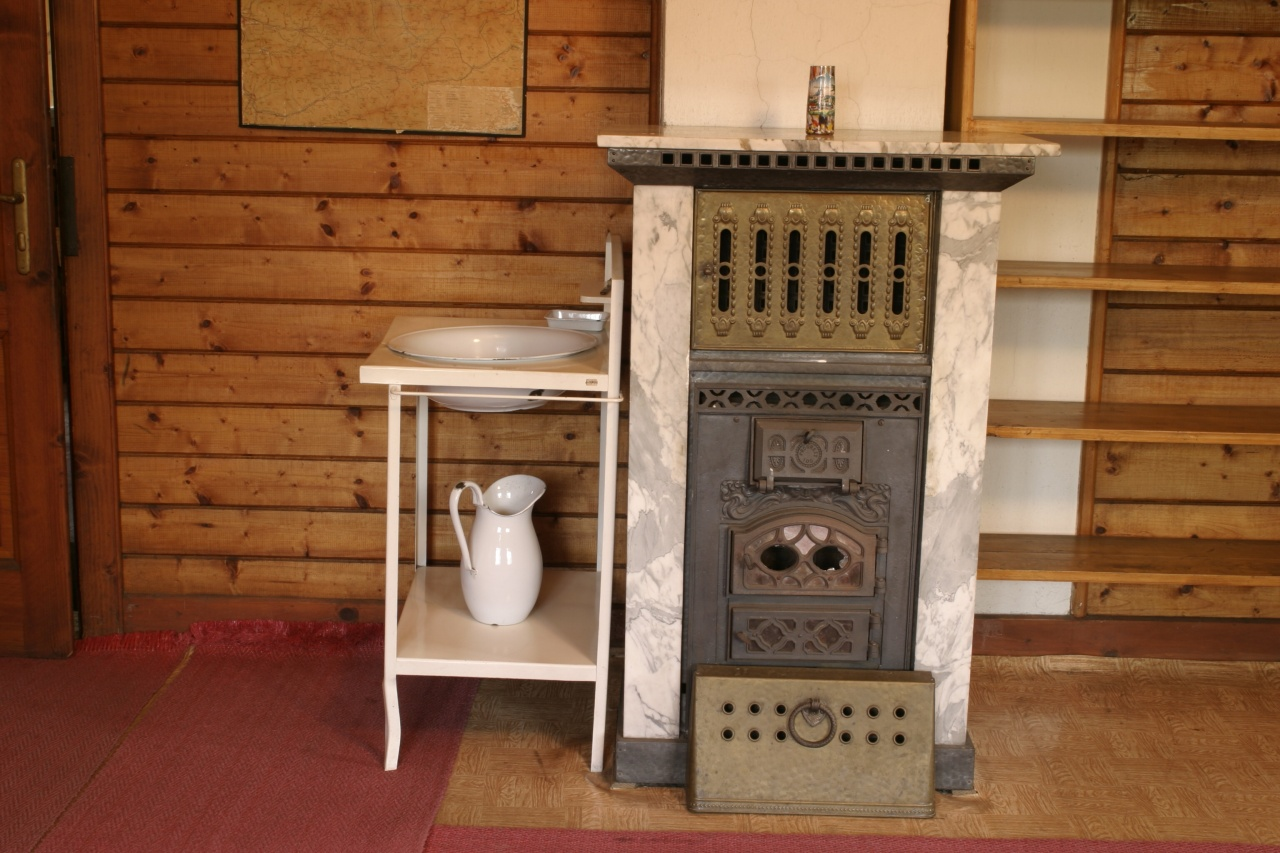
Srub Petra Bezruče – interiér (2)

## Současná expozice

### Krajem Petra Bezruče
Srub získalo Slezské zemské muzeum v roce 1958 jako součást dědictví po básníkovi. Obytná část srubu byla ponechána v původní podobě i se zařízením interiéru, který si Bezruč sám navrhl. Expozice srubu Petra Bezruče prezentuje autentické prostředí letního obydlí básníka, dotýká se jeho životních příběhů a kraje Beskyd, jehož osud zachytil básník ve Slezských písních.
V přilehlém dřevníku byla v roce 1983 zbudována expozice s názvem Krajem Petra Bezruče.